# Carole Ashby
Carole Ashby (Cannock, 23 maart 1955) is een Brits actrice.
Carole Ashby is vooral bekend in haar rol als de communistische verzetsheldin Louise in de Britse televisieserie 'Allo 'Allo! (1988-1992). Zij acteerde tevens samen met Roger Moore in de Bondfilms Octopussy (1983) en A View to a Kill (1985). 

## Filmografie (selectie)
- 1981: Chariots of Fire
- 1983: Octopussy
- 1985: Arthur the King
- 1985: A View to a Kill
- 1985: Bergerac (televisieserie)
- 1988: 'Allo 'Allo! (televisieserie)
- 1989: Minder (televisieserie)
- 1989: Life Without George (televisieserie)
- 1991: Inspector Morse (televisieserie)
- 1996: Savage Hearts
- 1997: Dr. Quinn, Medicine Woman (televisieserie)
- 1998: Cash in Hand